# Malangas
Malangas ist eine philippinische Stadtgemeinde in der Provinz Zamboanga Sibugay. Sie hat 33.380 Einwohner (Zensus 1. August 2015). Die Dumanquilas Bay liegt teilweise im Verwaltungsgebiet der Gemeinde.

## Baranggays
Malangas ist administrativ in 25 Baranggays unterteilt.
| - Bacao - Basak-bawang - Bontong - Camanga - Candiis - Catituan - Dansulao - Del Pilar - Guilawa - Kigay - La Dicha - Lipacan - Logpond | - Mabini - Malungon - Mulom - Overland - Palalian - Payag - Poblacion - Rebocon - San Vicente - Sinusayan - Tackling - Tigabon |